# 선언 (BEJ48의 노래)
《선언》은 중국의 걸 그룹 BEJ48의 세 반째 EP이다. 타이틀 곡의 센터 포지션은 팀E의 리쯔가 맡았다.

## 수록곡
| #  | 제목                             | 작사              | 작곡        | 편곡  | 가창 유닛 | 재생 시간 |
| -- | -------------------------------- | ----------------- | ----------- | ----- | --------- | --------- |
| 1. | 〈선언〉 (宣言)                  | Mayu Huang 黃楓宜 | Piggy       |       |           |           |
| 2. | 〈햇빛의 협주곡〉 (阳光协奏曲)   | D.U.O             | D.U.O       | 팀B   |           |           |
| 3. | 〈애심의 체크카드〉 (爱心储蓄卡) | 張艾              | 7Key-孫成訓 | 팀E   |           |           |
| 4. | 〈작은 행운의 별〉 (小幸运星)    | 張艾              | Pyonkichi   | 팀J   |           |           |
| 5. | 〈영광의 훈장〉 (荣耀勋章)       | Mayu Huang 黃楓宜 | Piggy       | BEJ48 |           |           |

## 선발 멤버

### 선언
(센터: 리쯔)
- 팀B: 펑쉐잉, 후샤오후이, 류수셴, 뉴충충, 옌밍쥔, 원옌
- 팀E: 천첸난, 리샹, 리쯔, 류성난, 마위링, 쑤산산
- 팀J: 팡레이, 황언루, 왕위쉬안, 양예

### 햇빛의 협주곡
(센터: 돤이쉬안)
- 팀B: 천메이쥔, 돤이쉬안, 펑쉐잉, 후샤오후이, 류수셴, 린시허, 뉴충충, 칭위원, 쑨산, 원옌, 톈수리, 우웨리, 슝쑤쥔, 샤웨, 옌밍쥔, 장멍후이

### 애심의 체크카드
(센터: 리쯔)
- 팀E : 천자오허, 천첸난, 펑쓰자, 리나, 류성난, 리스옌, 리샹, 뤄쉐리, 리위안위안, 리쯔, 마위링, 쑤산산, 쉬쓰양, 양이판, 장샤오잉, 정이판

### 작은 행운의 별
(센터: 런웨린)
- 팀J: 천야위, 팡레이, 거쓰치, 황언루, 리훙야오, 류셴, 런신이, 런웨린, 스위사, 쑨위산, 왕위쉬안, 쉬완위, 예먀오먀오, 양예, 장화이진, 장한쯔모

### 영광의 훈장
(센터: 돤이쉬안, 리쯔)
- 팀B: 천메이쥔, 돤이쉬안, 펑쉐잉, 후샤오후이, 류수셴, 린시허, 뉴충충, 칭위원, 쑨산, 원옌, 톈수리, 우웨리, 슝쑤쥔, 샤웨, 옌밍쥔, 장멍후이
- 팀E: 천자오허, 천첸난, 펑쓰자, 리나, 류성난, 리스옌, 리샹, 뤄쉐리, 리위안위안, 리쯔, 마위링, 쑤산산, 쉬쓰양, 양이판, 장샤오잉, 정이판
- 팀J: 천야위, 팡레이, 거쓰치, 황언루, 리훙야오, 류셴, 런신이, 런웨린, 스위사, 쑨위산, 왕위쉬안, 쉬완위, 예먀오먀오, 양예, 장화이진, 장한쯔모